# Велика тиснява (фільм, 1932)
«Велика тиснява» — американський докодексовий фільм 1932 року в якому взяли участь Джон Вейн (з конем на ім'я «Герцог») та Ноа Бірі . У 1937 році вийшов ремейк стрічки під назвою «Край за межами закону».

## У ролях
- Джон Вейн — заступник шерифа Джона Стіла
- Ноа Бірі — Сем Крю
- Пол Херст — «Арізона» Френк Бейлі
- Мей Медісон — Джинджер Меллой
- Луїс Альберні — Сонора Джо
- Бертон Черчілль — губернатор Лью Воллес
- Шервуд Бейлі — Пет Меллой
- Лейф МакКі — Кел Бретт
- Джозеф В. Жирар — майор Паркер